# Polygala dusenii
Polygala dusenii är en jungfrulinsväxtart som beskrevs av Norlind. Polygala dusenii ingår i släktet jungfrulinssläktet, och familjen jungfrulinsväxter. Inga underarter finns listade i Catalogue of Life.